# Gare de Bouchegouf
La gare de Bouchegouf est une gare ferroviaire algérienne située sur le territoire de la commune de Bouchegouf, dans la wilaya de Guelma.

## Situation ferroviaire
La gare est située au nord de la ville de Bouchegouf, sur la ligne d'Annaba à Djebel Onk. Elle est précédée de la gare de Boudaroua et suivie de celle de Medjez Sfa.

## Service des voyageurs

### Desserte
La gare de Bouchegouf est desservie par les trains régionaux de la liaison Annaba - Tébessa.